# Kelebia
Kelebia (srbsky Келебија, Kelebija) je obec v Maďarsku na jihu župy Bács-Kiskun v okrese Kiskunhalas. K 1. lednu 2018 zde žilo 2 432 obyvatel.

## Historie
První písemná zmínka o obci pochází ze 13. století.

## Geografie
Obec je vzdálena asi 27 km jižně od okresního města Kiskunhalas. Od města s župním právem, Kecskémetu, se nachází asi 80 km jihozápadně.

## Doprava
Do obce se lze dostat silnici z Tompy. Dále jí prochází důležitá železniční trať Budapešť–Kiskunhalas–Subotica–Bělehrad, na které se nachází stanice Kelebia. Jedná se o poslední stanici na trati v Maďarsku.